# Barberinske faunen

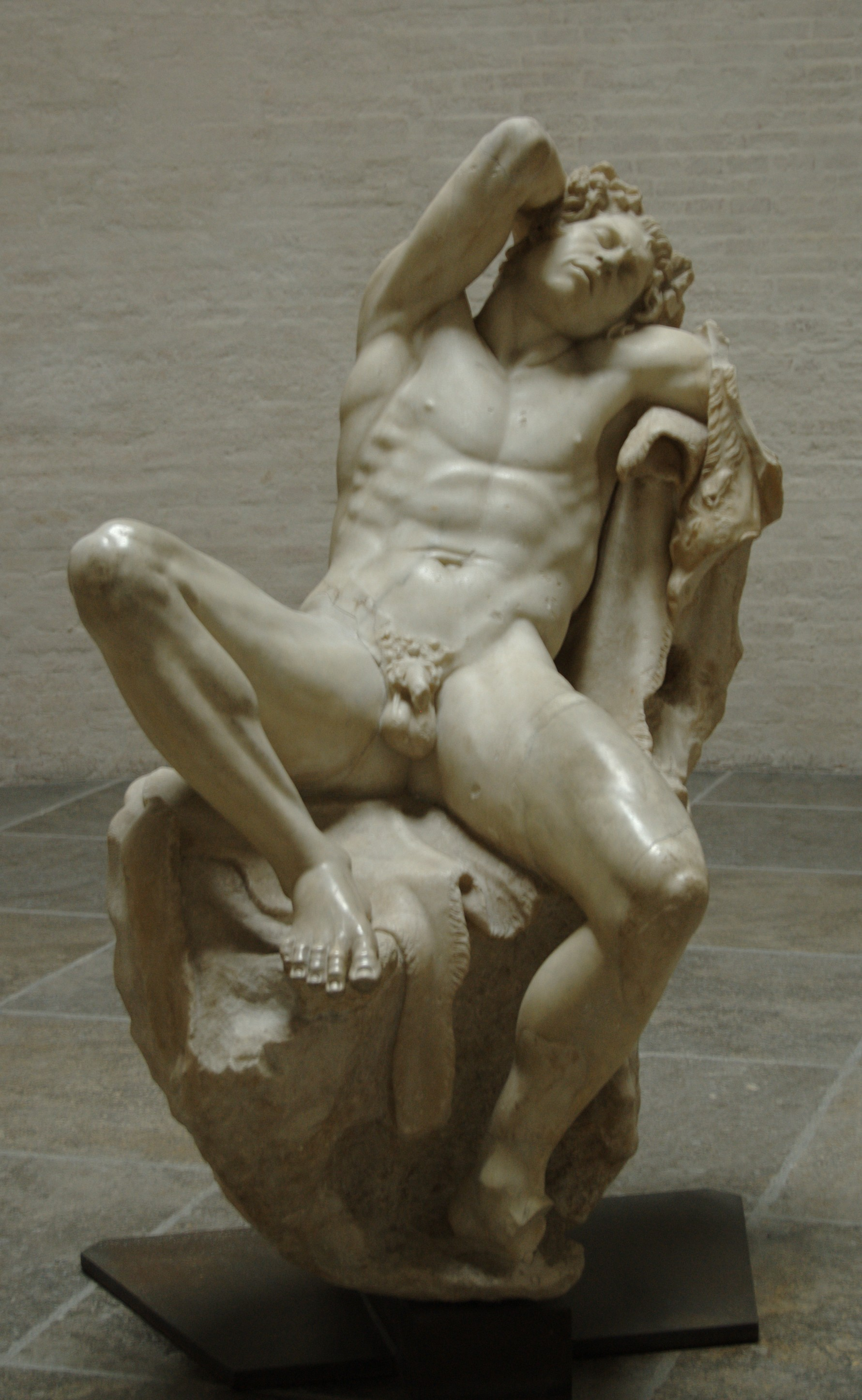
Barberinifaunen (Glyptothek, München).

Barberinske faunen eller Barberinifaunen är en hellenistisk marmorskulptur föreställande en berusad, eller sovande satyr som har daterats till omkring 220 f.Kr. Den ingår i Ludvig I:s samling i Münchens Glyptothek.
Barberinifaunen hamnade i Palazzo Barberini i Rom efter det man funnit den på 1600-talet. Kardinal Maffeo Barberini, sedermera påve Urban VIII, lät restaurera den skadade skulpturen. År 1810 köptes den av Ludvig I av Bayern.